# Michel Kameni
Michel Kameni (Papa Mi 1935, Bafang – květen 2020, Yaoundé) byl kamerunský fotograf samouk. V září 1963 založil komerční fotoateliér v Yaoundé. Jeho velká životní sbírka získala popularitu díky setkání s francouzským dokumentaristou Benjaminem Hoffmanem.

## Životopis

### Dětství a začátky
Narodil se v roce 1935 v Bafangu na západě Kamerunu v oblasti Bamiléké. Vyrostl a byl předurčen k povolání pasení koz.

### Kariéra
Michel Kameni se před nezávislostí přestěhoval do Yaoundé, hlavního města Kamerunu. Jeho strýc, vojenský fotograf a veterán z francouzské armády, ho přesvědčil, aby opustil vesnici v západním Kamerunu a přišel do Yaoundé. Po výcviku svého strýce byl najat francouzskou koloniální správou, aby fotografoval jménem okupační armády.
Po získání nezávislosti a povzbuzen svým strýcem zahájil samostatnou kariéru pouličního fotografa, poté v září 1963 otevřel Studio K. M. v Yaoundé. Sousedé, obyvatelé města, rolníci, cestovatelé, rodiny, milenci, všechny složky společnosti až do 80. let pózovali před jeho objektivem, aby si pořídili portrétní fotografii, fotografie totožnosti pro úřední dokumenty (průkazy totožnosti) nebo fotografie dokumentující významné životní události.

### Náhodná proslulost
Benjamin Hoffman, dokumentární fotograf a filmař, se s ním potkal náhodou během cesty do Kamerunu. Pracoval v Yaoundé, kde natáčel dokumentární film a ocitl se v dopravní zácpě v centru města, poblíž fotografického studia Michela Kameniho. Ze zvědavosti vystoupil z taxíku a ve společnosti jednoho ze synů Michela Kameniho objevil sbírku fotoarchivů a negativů, která představovala celou kariéru portrétisty. Tyto archivy dokumentují vývoj a rozmanitost oblečení své doby v Yaoundé, což začalo Hoffmana velmi zajímat.
Ti dva se spřátelili a díky Hoffmanovi dostala práce Michela Kameniho nový život během výstav v Tel Avivu, Yaoundé a Londýně v letech 2019 a 2020.
Michel Kameni podlehl na komplikace infekci plic na konci května 2020.

### Fotografický fond
Kameni své negativy a tisky pečlivě uchovával ve svých archivech, mezi 60. a 80. lety spravoval kolem 130 000 fotografií. S příchodem digitální fotografie aktivita studia poklesla.
Významná série s jedinečným a kreativním stylem vypráví příběh proměny Kamerunu, jeho zvláštností, snů a vlivů, které zemí prošly.
Fotografické cykly:
- Skupiny banditů, kteří přišli spontánně pózovat
- Bandité ve vězení (fotografie pořízené jménem policie)
- Úmrtí s umístěním příbuzných kolem zesnulého
- Angažovanost[9]
- Albíni
- Napodobeniny oděvů Johna Wayna a Zorra viděné v kině Rex[10] v Yaoundé

## Výstavy
- 2019: 1–54 Contemporary African Art Fair London
- 2020: Národní muzeum Yaoundé
- 2020: Galerie afrických studií

### Studio Michel Kameni
Studio Michel Kameni otevřelo portál na internetu, na kterém nabízí fotografie ze sbírky.